# Université de Cagliari
L’université de Cagliari est une université italienne, dont le siège est situé à Cagliari, la capitale de la Sardaigne.

## Description
L'université de Cagliari est une université publique fondée en Sardaigne en 1607. Elle ouvre officiellement en 1626.
Les facultés scientifiques de l'université, ainsi que l'hôpital universitaire, se situent dans une citadelle universitaire, à Monserrato. Le centre de Cagliari abrite la faculté d'ingénierie et les pôles des sciences humaines tandis que l'administration a son siège dans le quartier Castello, dans un palais du XVIIIe siècle qui accueille également la bibliothèque universitaire contenant des milliers de livres anciens.
L'université comporte cinq facultés : 
- Ingénierie et architecture
- Médecine et chirurgie
- Sciences économiques, juridiques et politiques
- Sciences de base, biologie et pharmacie
- Sciences humaines

Elle accueille environ 35 000 étudiants en 2020.

### Radio
Le projet Unica Radio est né au sein de l'université le 8 octobre 2007. Il s'agit d'une radio universitaire gérée par des étudiants de l'association RadUni, qui diffuse également en DAB+.

## Personnalités liées à l'université

### Professeurs
- Diego Marconi (1947-), philosophe[6].

### Étudiants
- Marina Elvira Calderone (1965-), femme politique ;
- Francesca Sanna (1991-), illustratrice et autrice de littérature d'enfance et de jeunesse ;
- Bice Sechi-Zorn (1928-1984), physicienne nucléaire.